# Pelagia Kowalczykowa
Pelagia Kowalczykowa (ur. 20 lutego 1880 w Janowcu, zm. 18 grudnia 1952 w Katowicach) – polska działaczka oświatowa i narodowa.

## Życiorys
Urodziła się 20 lutego 1880 roku w Janowcu w Wielkopolsce w rodzinie właściciela sklepu. Ukończyła szkołę handlową i pracowała w drogerii w Wąbrzeźnie. Po śmierci rodziców, 1903 roku przybyła na Górny Śląsk, gdzie osiadła w Katowicach. Rozpoczęła pracę księgowej w wydawnictwie „Górnoślązaka”, gdzie poznała i w 1904 roku poślubiła Tomasza Kowalczyka. 
Włączyła się do działalność społeczną i narodową. W 1913 roku była współzałożycielką Towarzystwa Czytelni dla Kobiet w Katowicach i wstąpiła do Towarzystwa Śpiewaczego „Ogniwo” w Katowicach, a także działała w Towarzystwie Gimnastycznego „Sokół” i grywała w teatrach amatorskich. Organizowała także wycieczki krajoznawcze.
Uczestniczyła w wielkim wielu kobiet w Bytomiu 26 marca 1913 roku, a także była zrzeszona w komitecie wiecowym wielkiego wiecu na Zadolu 11 sierpnia tego samego roku.
W okresie I wojny światowej należała do Związku Towarzystw Kobiecych – późniejszego Towarzystwa Polek. W trakcie plebiscytu prowadziła działania agitacyjne na rzecz przyłączenia Górnego Śląska do Polski, natomiast podczas powstań śląskich organizowała pomoc materialną dla powstańców oraz ich rodzin.
W latach międzywojennych działała głównie charytatywnie na terenie Katowic, w Towarzystwie św. Wincentego a Paulo przy parafii pw. śś. ap. Piotra i Pawła. Prowadziła także kuchnię dla bezrobotnych. W okresie niemieckiej okupacji podczas II wojny światowej przebywała w katowickiej Ligocie. Wspomagała biednych oraz więźniów KL Auschwitz. Po wojnie nie prowadziła już działalności.
Zmarła 18 grudnia 1952 roku w Katowicach. Pochowana została na tamtejszym cmentarzu komunalnym przy ulicy Panewnickiej.